# 羅平 (王法恩)
羅平（らへい）は宋代に王恩法が自立し建てた私年号。1130年 - 1141年

## 西暦との対照表
| 羅平 | 元年   |
| 西暦 | 1141年 |
| 干支 | 辛酉   |